# Jakiw Smolij

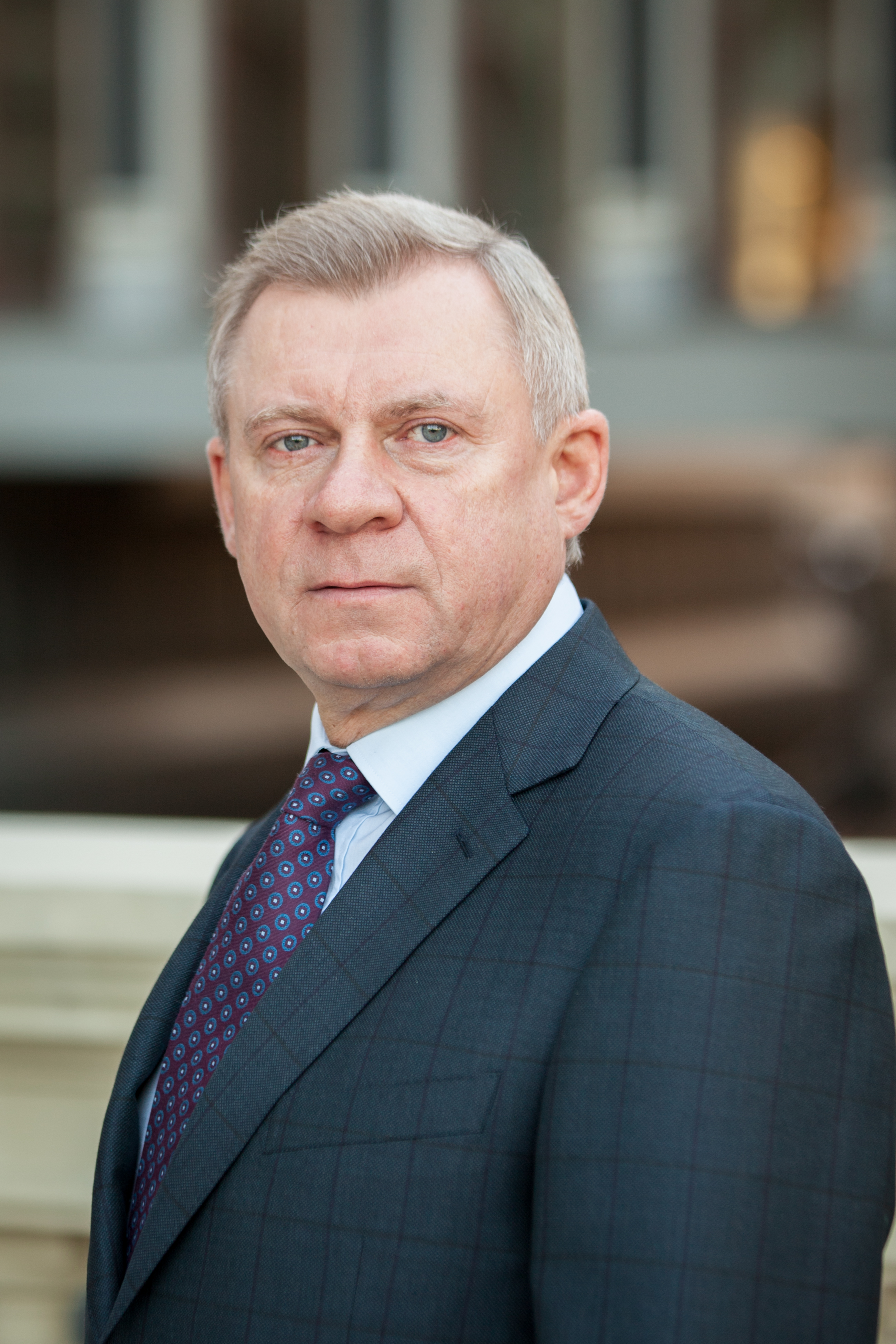
Jakiw Smolij 2015

Jakiw Wassyljowytsch Smolij (ukrainisch Яків Васильович Смолій; * 1. Februar 1961 in Werbowez, Ukrainische SSR) ist ein ukrainischer Mathematiker und Ökonom, der von 2018 bis 2020 Präsident der Nationalbank der Ukraine war. In dieser Funktion war er zudem Mitglied des Nationalen Sicherheits- und Verteidigungsrats der Ukraine.

## Leben
Jakiw Smolij kam im Dorf Werbowez (Вербовець) im Rajon Laniwzi der ukrainischen Oblast Ternopil zur Welt.
Er absolvierte bis 1983 ein Studium der Angewandten Mathematik an der Iwan-Franko-Universität in Lwiw. Während des Studiums arbeitete er zwischen 1981 und 1983 als Laborassistent im Forschungsbereich dieser Universität. Von 1983 bis 1987 war er als Softwareingenieur, Mathematiker und Nachwuchswissenschaftler (junior researcher) am Institut für Finanzen und Wirtschaft in Ternopil tätig. 1987 wechselte er an die Ternopiler Radiofabrik "Orion" (Тернопільський радіозавод «Оріон»), wo er bis 1991 als Softwareingenieur, leitender Softwareingenieur und Leiter des Orion-Werksbüros tätig war. Daraufhin leitete er zwischen 1991 und 1994 als führender Ingenieur die IT-Abteilung und hatte darüber hinaus die Funktion des stellvertretenden Leiters der Regionalabteilung Ternopil der Nationalbank der Ukraine inne.
In den Jahren 1994 bis 2005 leitete Smolij zunächst die Abteilung für Automatisierung und war später stellvertretender Vorstandsvorsitzender der Aval Post-Pension Bank. 2005 verkaufte er seine Anteile an der Bank an die österreichische Raiffeisen Bank International. Seit 2002 ist er Kandidat der Wirtschaftswissenschaften. Von 2006 bis 2014 war er Direktor für das Bankengeschäft bei der Prestige Group LLC.
Am 25. April 2014 wurde er stellvertretender Vorsitzender, im Oktober 2016 erster stellvertretender Vorsitzender und am 15. März 2018 Präsident der ukrainischen Nationalbank.
Nach einem Präsidentenerlass vom 6. September 2019 wurde er zudem Mitglied des Nationalen Sicherheits- und Verteidigungsrats der Ukraine. Im Juli 2020 wurde Kyrylo Schewtschenko als sein Nachfolger Nationalbankpräsident.
Smolij gilt mit einem Vermögen von zehn Millionen Dollar als reichster Beamter des Landes. Er ist verheiratet und Vater zweier Töchter.